# Sijańce
Sijańce (ukr. Сіянці) – wieś na Ukrainie, w obwodzie rówieńskim, w rejonie rówieńskim. 
Do 2020 roku w rejonie ostrogskim.
W XVIII wieku Sijańce stanowiły własność rodziny Dubieńskich z należącym również do nich Futorem Dubieńskim.